# 신압록강대교

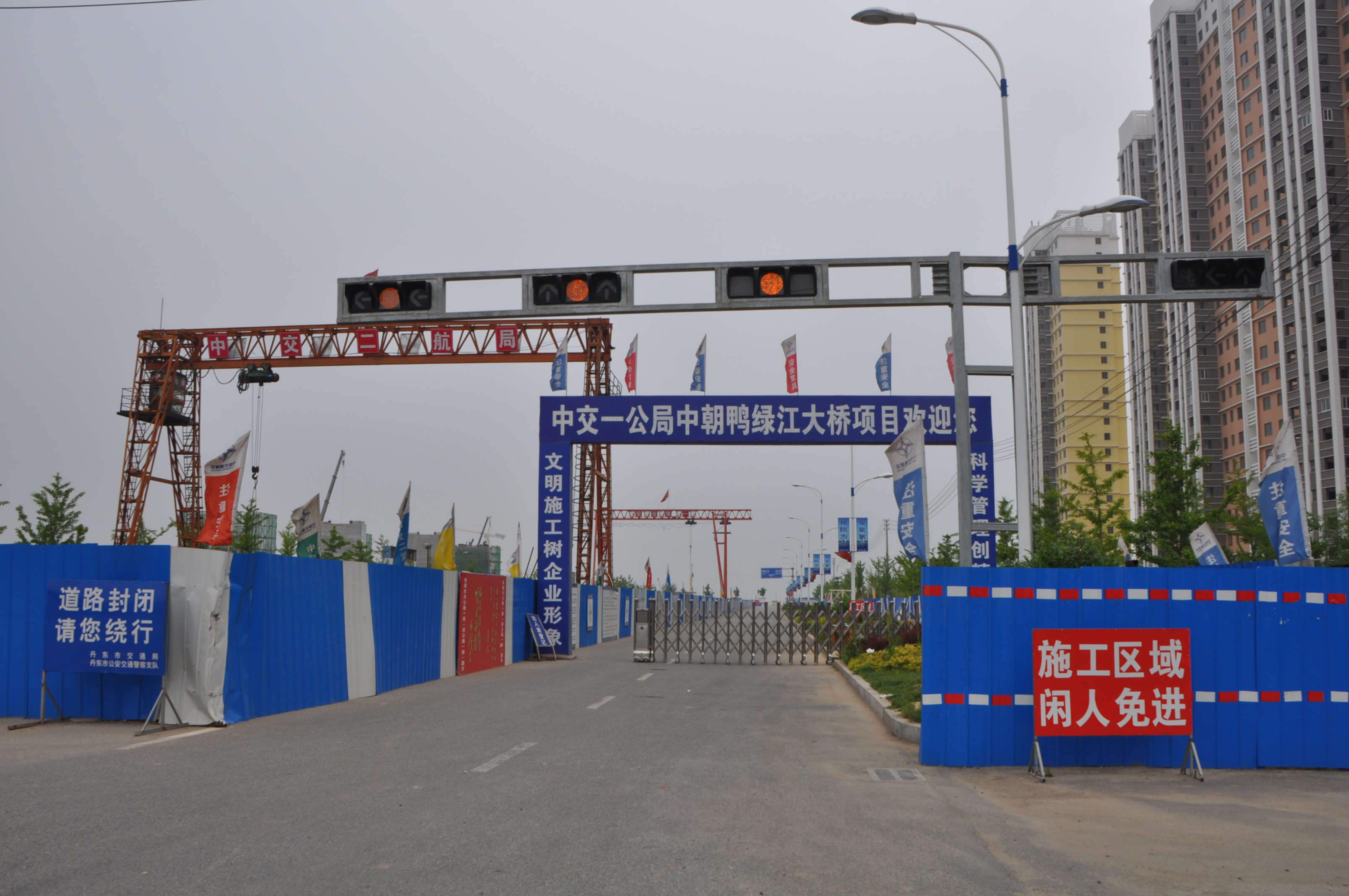
신압록강대교의 중국 측 건설 현장 입구 (2012년 6월 촬영)

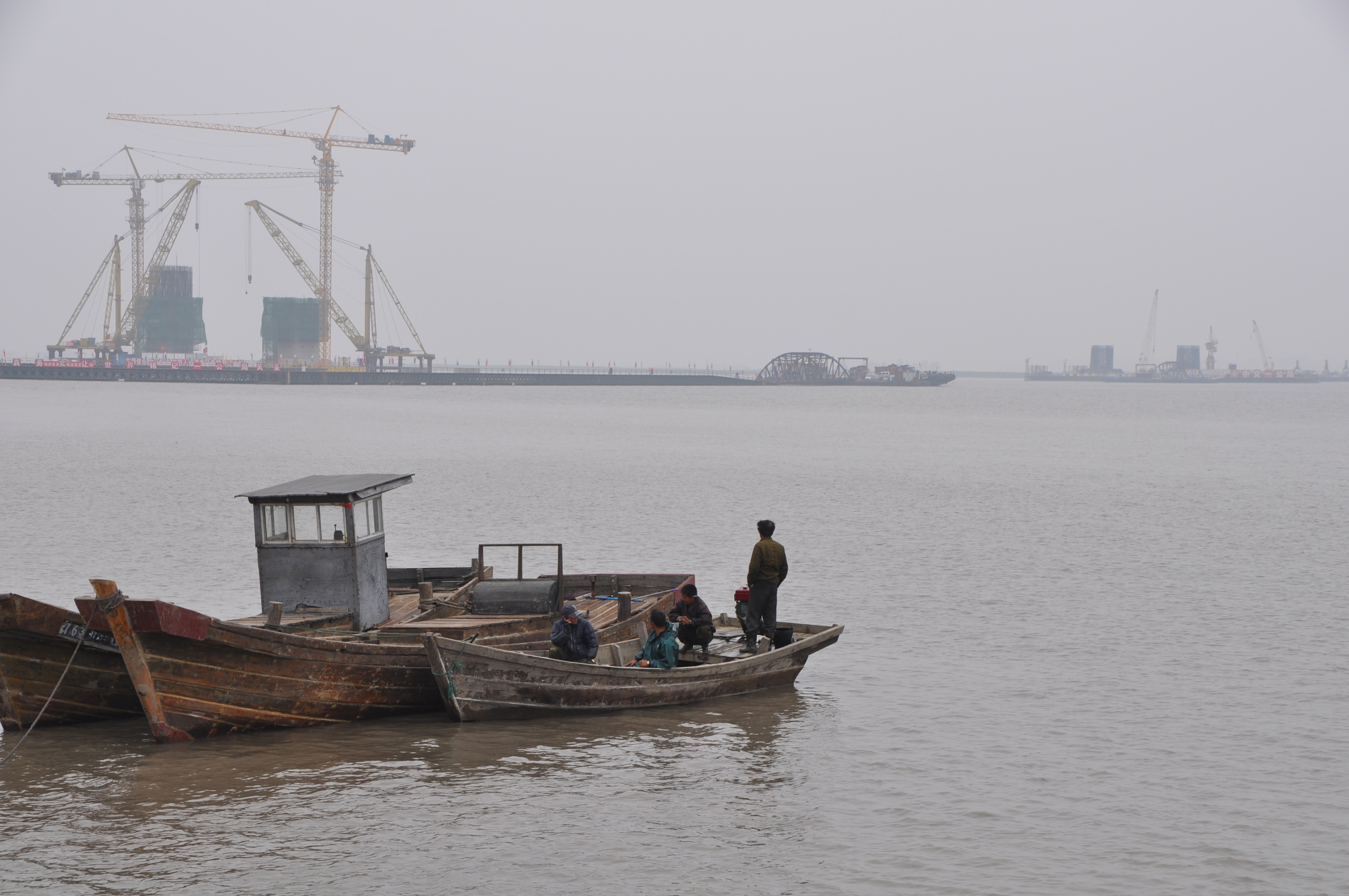
건설중인 신압록강대교의 모습 왼쪽의 2개 교각이 중화인민공화국 측, 오른쪽 먼 곳에 보이는 2개의 교각이 조선민주주의인민공화국 측이다. (2012년 6월 촬영)

신압록강대교(문화어: 신압록강다리, 중국어: 鸭绿江大桥)는 압록강에 건설될 예정인 사장교로 중화인민공화국 랴오닝성 단둥 시와 조선민주주의인민공화국 평안북도 신의주시를 이을 예정이다. 2011년 12월 31일에 착공되었다. 장소는 조중우의교의 하류 20 km 떨어진 곳에 위치한 곳의 단둥 시 전싱 구 부근에 건설되며, 전체 길이는 6,026 m, 연결 도로까지 포함하면 20 km의 길이에 이른다.

## 개요
신압록강대교의 건설은 2009년 10월 중국의 원자바오 총리의 방북 때 채결한 '경제협력협정'에 의해 건설을 시작하였다. 사업비는 1억5000만 달러로 중국 측은 교량 건설을, 북조선 측은 세관과 도로 건설을 맡기로 하였다.
신압록강대교는 원래 2014년 10월에 완공될 예정이었으나, 조선민주주의인민공화국 측의 공사 지연으로 인해 개통이 사실상 무기한 연기되었다. 단둥 시 측은 공사가 거의 완료된 상태이나, 신의주시 측은 교각 외의 별다른 공사를 하지 않은 상태이다. 신압록강대교의 개통이 무기한 연기된 것을 북중관계의 악화로 보는 시각도 있다. 북조선 측이 중국에서 밀려올 개혁개방의 바람을 우려하고 있다던가, 북조선 측이 세관과 도로 건설까지 중국이 부담해주길 바라고 있다는 이야기도 나오고 있다.

## 같이 보기
- 압록강
- 조중우의교

<onlyinclude>